# A Thousand Suns
A Thousand Suns —en català: Mil sols— és el quart àlbum d'estudi de la banda nord-americana Linkin Park, llançat el setembre de 2010 sota el segell discogràfic de Warner Bros. Records. La composició de l'àlbum la va fer la banda, mentre que la producció va anar a càrrec del vocalista Mike Shinoda i de Rick Rubin, amb qui el grup havia treballat en el seu àlbum d'estudi anterior, Minutes to Midnight, el 2007. Les sessions d'enregistrament es van fer en els NRG Recording Studios a North Hollywood, Los Angeles, Califòrnia, des de 2008 fins a principis de 2010.
A Thousand Suns és un àlbum conceptual que tracta principalment sobre la por a una guerra nuclear. La banda va reconèixer que, l'experimentació amb sons nous i diferents, va suposar un canvi radical pel que fa als seus treballs anteriors. Shinoda va afirmar a una entrevista de MTV que a la seva obra fan referència a nombrosos problemes socials com la «mescla d'idees humanes amb la tecnologia» i els «temors [de l'home], la por del que pot passar al món». El títol de l'àlbum ve d'una cita del text sagrat hinduista Bhagavad Gita, recordada per Robert Oppenheimer després de la creació de la bomba atòmica: «Si centenars de milers de sols apareguessin al cel al mateix temps, la seva lluentor podria assemblar-se a la de la refulgència de la Persona Suprema en aquesta forma universal».
El senzill principal de l'àlbum, «The Catalyst», es va estrenar per ràdio i es va publicar a botigues de música digitals el 2 d'agost de 2010. Va aconseguir la primera posició dins les llistes Alternative Songs i Rock Songs de Billboard, i la posició 27 a la llista Billboard Hot 100. Es van publicar tres senzills més per promocionar l'àlbum: «Waiting for the End», «Burning in the Skies» i «Iridescent»; «The Catalyst» i «Waiting for the End» van rebre certificacions d'or de la RIAA. A més, la banda va organitzar A Thousand Suns Tour, una gira per promocionar el disc, que es va estendre des de l'octubre de 2010 fins al setembre de 2011.
Des del moment de la seva publicació, l'àlbum va rebre crítiques favorables i negatives a causa de la divisió que va generar la nova direcció musical de la banda en crítics i seguidors. Malgrat això, va ser un èxit comercial, ja que va debutar en el primer lloc de diverses llistes musicals. A més, va rebre una certificació d'or de la RIAA al febrer de 2011 i, a l'agost de 2013, havia venut més de tres milions de còpies en l'àmbit internacional.

## Composició i enregistrament
Al novembre de 2008, el cantant Chester Bennington va afirmar durant una entrevista que Linkin Park estava treballant en un nou disc i que aquest seria un àlbum conceptual, decisió a què havien arribat influenciats per la idea d'un amic de la banda. Si bé va sostenir que la presència d'una història central amb la qual tot es relacionés li «semblava una mica intimidant», va concloure que era una idea inspiradora i tenia molta relació amb les coses sobre les quals els agradava compondre. Per la seva banda, el baixista Dave «Phoenix» Farrell va comentar que no estava conforme amb l'etiqueta d'«àlbum conceptual» perquè per a ell «representa la idea de Tommy o The Wall». Segons la seva visió, l'únic concepte en el disc de Linkin Park és que hi ha un parell de fils que connecten les cançons i està pensat perquè els seguidors l'escoltin seguit des del principi fins al final.Mike Shinoda, per la seva banda, va dir que durant el procés d'enregistrament quan els preguntaven si seria un àlbum conceptual, van notar que no ho tenien clar i que, en acabar-lo, es van adonar que no explicava una història i era «més abstracte» que els àlbums d'aquest tipus. Bennington va veure que les cançons de l'àlbum, plenes de contingut polític, espiritual i social, tenien com a fil conductor una «seqüència màgica» que la banda va trobar a l'hora d'ordenar els temes. En la seva opinió, el disc va ser producte de no haver-s'hi forçat a seguir cap estructura, sinó d'haver deixat que les coses fluïssin naturalment i amb llibertat. Va afirmar que «seria divertit posar l'àlbum a una sola pista de 48 minuts» en referència a la seva unitat compositiva. Va comentar també que el propòsit del grup va ser fer un treball que fos una «experiència multisensorial», similar a la que es té després de consumir drogues.

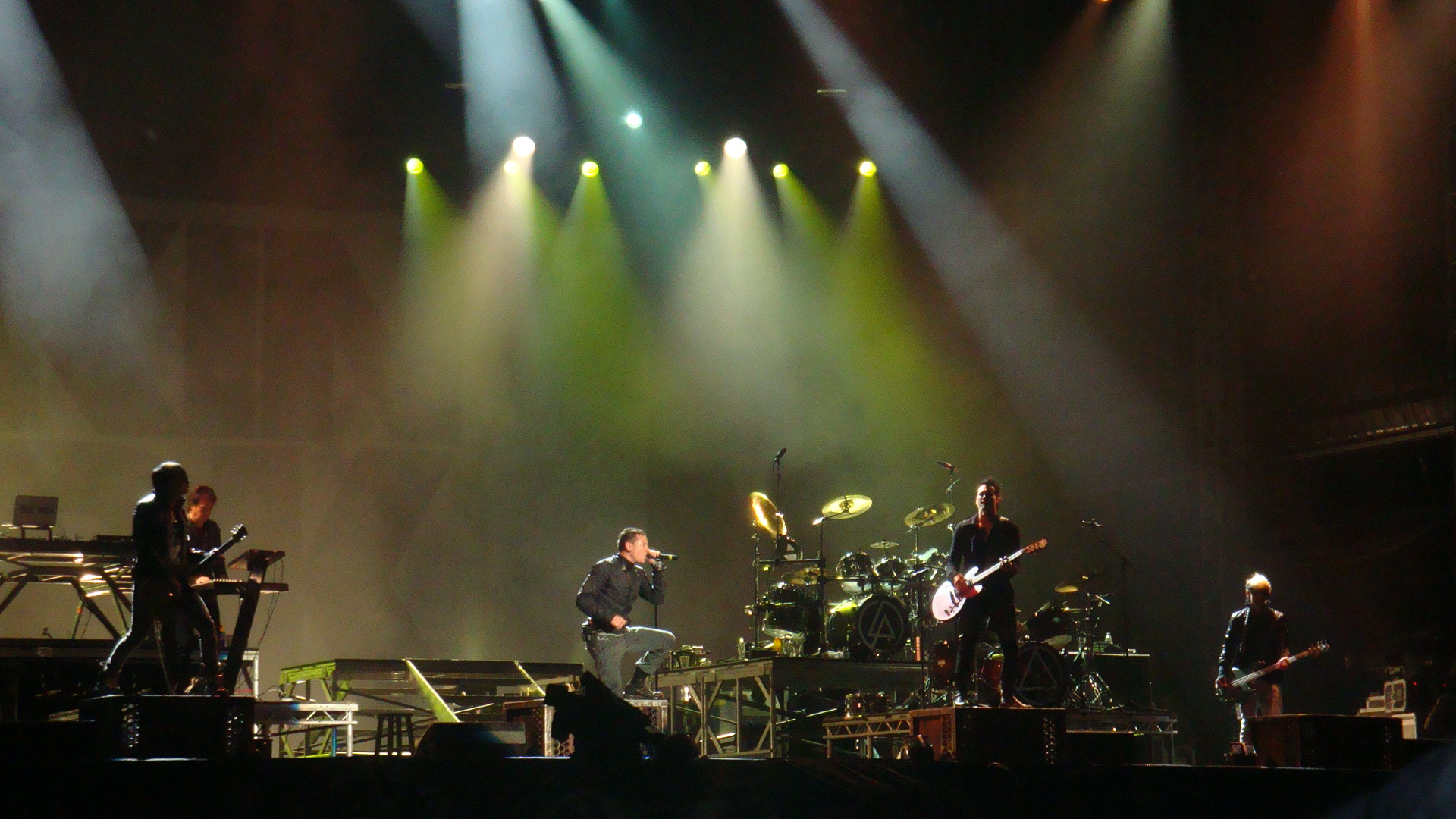
Chester Bennington va compondre cançons per l'àlbum mentre estava de gira amb Dead By Sunrise el 2009.

El maig de 2009, Shinoda va revelar informació sobre l'àlbum en un article de la revista nord-americana Billboard. Va opinar que, si bé li semblava que tenien molt material escrit, no sabia exactament quan acabarien i que estaven treballant en el qual més els atreia. A més va explicar que la banda experimentaria amb nous sons, diferents dels de Hybrid Theory i Minutes to Midnight, i esperaven que el disc tingués «un so d'avantguarda» que el fes únic. Bennington va continuar component cançons per l'àlbum mentre estava de gira amb Dead By Sunrise per promocionar el seu àlbum de 2009 Out of Ashes. A una entrevista amb MTV, va afirmar que la banda encara estava treballant en un disc conceptual, al que va definir com una «bogeria exagerada», i que esperava no haguessin de passar cinc o sis anys més per poder publicar-ho. A una entrevista amb Rolling Stone, Shinoda es va mostrar preocupat per la qualitat de les cançons i va afirmar que si havien de fer un pas enrere per assegurar la màxima qualitat segons els seus estàndards, ho farien.
L'enregistrament de l'àlbum va començar el 2008, poc temps després del llançament de Minutes to Midnight l'any 2007. Com en aquest àlbum, els productors van ser Mike Shinoda i Rick Rubin, i les primeres sessions es van fer en els NRG Recording Studios a North Hollywood (Los Angeles, Califòrnia). Shinoda va sostenir que, en el procés d'enregistrament, van donar més importància a sentir que a fer música. Va explicar que en compondre «Blackout» la banda va tenir problemes per afegir lletra a la música, atès que tots els intents «sonaven horribles». Rubin llavors els va suggerir provar l'escriptura automàtica, mètode que li havia resultat amb Tom Petty, Johnny Cash i Neil Young; li va dir a Shinoda que agafés el micròfon i fingís que sabia la lletra, per deixar-se anar i així trobar paraules «que encaixessin» amb la melodia. El músic també va esmentar que mai van escriure la lletra de certes cançons a causa que van aplicar aquest mètode. Sobre el procés d'enregistrament es va referir de la següent manera:
| « | Des d'un punt de vista conceptual, volíem que aquest disc reflectís la vida moderna. Volíem referir-nos a la manera en què els humans i la tecnologia interactuen en l'actualitat, però no d'una forma òbvia o de prèdica. Volíem simplement [mostrar-la]. Veient-ho en retrospectiva, va succeir amb bastant naturalitat que les veus, durant una cançó, es tornaven una mica més robòtiques, o la veu de Chester (Bennington) es transformava en la meva, o les bateries de sample en les de Rob (Bourdon). Crec que això és producte de tocar amb eines genials i tenir major experiència a l'estudi en aquest punt de les nostres carreres. Un munt de coses van succeir naturalment: la major part del temps en gravar aquest àlbum, no fèiem cada cançó pensant en com volíem que acabés, sinó que anàvem amb la ment oberta i deixàvem que ella ens guiés on volgués anar. Crec que el creixement de cada cançó es va donar en part gràcies al fet que nostra banda volia sentir sons nous i emocionants. Així que sempre que una cançó donava un gir a l'esquerra i començava a sonar com alguna cosa boja, aprofitàvem aquesta oportunitat. | » |

El bateria Rob Bourdon va comentar que els membres de la banda tendeixen a ser «perfeccionistes» i que componen molt material quan estan a l'estudi. També va dir que els fou «difícil» fer l'àlbum; com havien passat molt temps escrivint música, era un desafiament «evolucionar» i fer alhora alguna cosa que els divertís. Deslligar-se dels costums per «créixer» també els va costar.

## Estil i descripció
La gent només vol consumir menjar ràpid, menjar d'un sol ús que els farà febles i grossos. És genial anar a McDonald's de tant en tant i amb moderació, però si menges allà tots els dies et convertiràs en un porc. A nosaltres ens passa el mateix amb la música, i és per això que volem moure'ns cap a una posició en la qual puguem fer música més significativa. I encara que sempre hem estat capaços d'això, de vegades hi ha hagut diferents coses que ens han emocionat en cada disc sobre el que volíem escriure i el missatge que volíem deixar. En aquest àlbum sense dubtes li prestarem atenció al contingut i l'essència, i esperem fer alguna cosa que sigui realment innovadora i diferent 
Shinoda va comentar que, comparat amb Minutes to Midnight, el nou àlbum tindria un «fil de consistència» major, sonaria més experimental i «amb sort, més innovador». A més, va negar la semblança del disc amb «New Divideix», el senzill que la banda va compondre per la banda sonora de Transformers: Revenge of the Fallen. Christopher Weingarten de The Village Voice va comparar l'àlbum amb OK Computer, el tercer treball d'estudi de Radiohead, perquè explorava la «relació humana amb la tecnologia» i evitava completament el so del metall, a més de tenir «almenys tres cançons que podrien ser "Fitter Happier"». Respecte als elements i estils incorporats a A Thousand Suns, Weingarten va assenyalar que la banda va reemplaçar els pedals de distorsió pel Vocoder de Imogen Heap, els sintetitzadors de Yeasayer, el hip-hop de caràcter apocalíptic de El-P i el house d'Eivissa. Jordy Kasko de Review Rinse Repeat va comparar l'estil de A Thousand Suns amb el vuitè disc d'estudi de Pink Floyd, The Dark Side of the Moon, i amb el quart de Radiohead, Kid A. James Montgomery de MTV, amb un pensament similar, també el va comparar amb Kid A per l'absència de guitarres, l'estil totalment diferent del de treballs anteriors i el missatge de l'àlbum, referit als problemes i temors humans característics de l'època. Segons el DJ Joseph Hahn, el títol de l'àlbum forma part d'una cita del text sagrat hinduista Bhagavad Gītā: «Si centenars de milers de sols apareguessin al cel al mateix temps, la seva lluentor podria assemblar-se a la de la refulgència de la Persona Suprema en aquesta forma universal», cita popularitzada per Robert Oppenheimer en referència a la bomba atòmica, junt amb «Em vaig convertir en la mort, la destructora de mons» (en anglès: I am become death, the destroyer of worlds). A les notes del disc, la banda va esmentar que els comentaris d'Oppenheimer sobre la bomba nuclear van influenciar els temes apocalíptics que tracta:
| « | Les paraules d'Oppenheimer ressonen avui no només pel seu significat històric sinó també per la seva gravetat emocional. Per això, A Thousand Suns lídia també amb el cicle personal de l'orgull, destrucció i penediment. A la vida, com en els somnis, aquesta seqüència no sempre és lineal i, de vegades, el remordiment autèntic penetra aquest cicle devastador. L'esperança, per descomptat, sorgeix de la noció que la possibilitat de canviar neix en els nostres moments més punyents. | » |

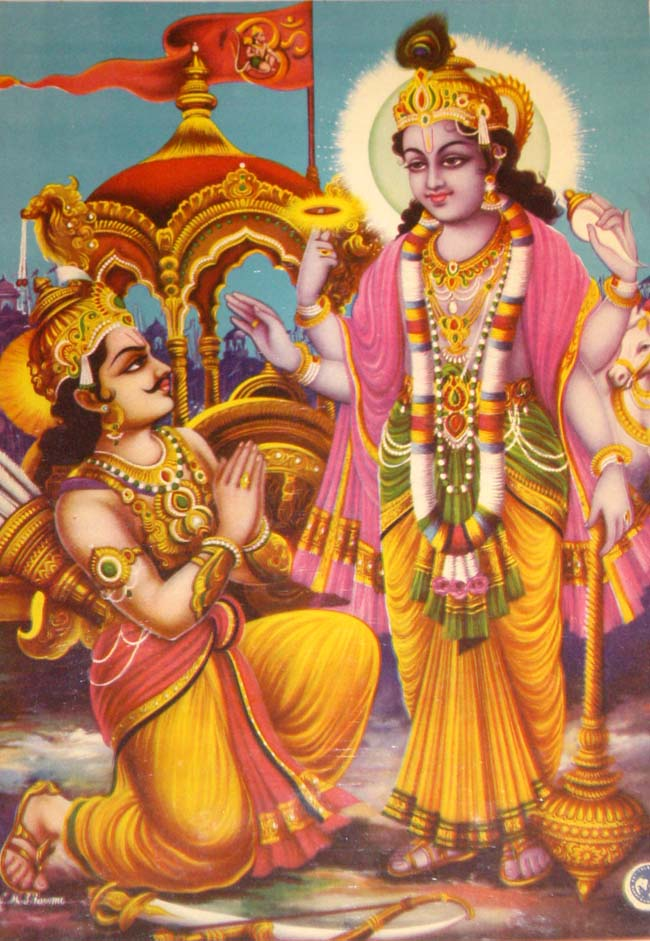
Representació del moment en què Krixna li revela la seva forma còsmica a Arjuna, descrita per la frase d'on prové el títol de l'àlbum.

En una ressenya al diari El País, Manuel Cuéllar va considerar el tema «The Catalyst» com un exemple de «lletres d'orgull, destrucció i penediment». Els integrants de la banda «no només es basen en la composició instrumental per la creació d'atmosferes, sinó que amb aquest tipus de lletres ens introdueixen en un món fosc, consumit i turmentat pels seus pecats», desenvolupat al llarg de tot el disc segons Hipersónica. Irving Tan, de Sputnikmusic, va citar al gurú hinduista Eknath Easwaran per explicar la temàtica de l'àlbum; d'acord amb la interpretació d'aquest últim, el Bhagavad Gītā té com a tema fonamental «la guerra interior, la lluita per l'autodomini que tot ésser humà ha de lliurar per sortir victoriós a la vida». Linkin Park, per al crític, va fer la seva pròpia versió d'aquest llibre sagrat en haver batallat per la seva música contra les expectatives del mercat i alhora conservar la seva identitat com a banda. A més, segons Easwaran, l'ego és causa de la tristesa de la vida i, per això, és necessari combatre'l. Tan va establir un paral·lelisme entre aquesta filosofia i la trajectòria del grup pel fet que els sis músics estaven assabentats de tot l'odi i les burles que generaven «els seus esforços sincers» en aquells moments. A Thousand Suns, d'aquesta forma, marcaria la fi de la «batalla èpica de la banda contra si mateixa i la resta del món»; la premsa musical i els seguidors havien d'avaluar, segons Tan, si va ser una victòria o una derrota. En relació amb això, Bennington va dir en una entrevista al lloc web Suicide Girls que la banda no tem arriscar-se i fer alguna cosa diferent, ja que busca fer música «artística i substanciosa» i no «cançons per la ràdio, enganxoses i de l'estil d'un jingle».
La banda també va declarar que el desè tema, «Wretches and Kings», és un homenatge al grup de hip-hop Public Enemy. En una xerrada amb NME, Shinoda va confirmar que era un homenatge a Chuck D i la va considerar una de les cançons més «enèrgiques» i amb major quantitat de hip-hop. També va comentar que admirava a Public Enemy perquè eren molt «tridimensionals» —ja que en les seves cançons tocaven molts temes, inclosa la política—, i això l'inspirava a aconseguir el mateix amb el seu disc. Ian Winwood de Kerrang! va comparar el contingut de A Thousand Suns amb el tercer àlbum d'estudi de Public Enemy, Fear of a Black Planet, a més de notar que hi havia una referència a la cançó «Fight the Power» a «Wretches and Kings». Chuck D, més tard, va col·laborar amb la seva veu a una remescla d'aquesta última cançó, feta per HavocNdeeD.
L'àlbum també conté fragments de discursos famosos pronunciats per figures polítiques nord-americanes, entre els quals s'inclouen Martin Luther King, Jr., J. Robert Oppenheimer i Mario Savio. Shinoda va dir sobre aquest tema que en aquests discursos es veu com la humanitat es destrueix a si mateixa, encara que també inclouen la ira i l'esperança. Amb la inclusió d'aquests samples, el grup va reprendre el discurs polític iniciat en el seu anterior àlbum segons Pop Culture Monster. No obstant això, per Hipersónica, aquests fragments són una «manera d'expressió i alhora de renovació d'un so previ», ja que la banda va buscar «una tendència més cap a l'extrem, cap a la cruesa de l'estil». És per això que el lloc no els considera indicis de «compromís polític o intel·lectual» a l'àlbum.
Segons la ressenya del lloc Pop Culture Monster, el canvi de so de la banda va començar amb Minutes to Midnight, atès que aquest àlbum inclou menys parts de rap i menys crits de Bennington; va comentar també que A Thousand Suns «anava en contra de tots els treballs anteriors» de Linkin Park. Shinoda va afirmar, respecte a això, que l'àlbum trencaria l'esquema dels gèneres musicals i la pàgina web es va mostrar d'acord pel que fa a la diferència amb els estils dels altres discos de la banda. A una entrevista amb MTV que es referia al nou estil de Linkin Park, Bennington va afirmar que quan componien música que s'assemblava molt «al Linkin Park d'abans, com la mescla de hip-hop i rock en una tornada», buscaven una manera que semblés natural i original i que sonés «com si fos alguna cosa que no hem fet en el passat». James Montgomery va afegir que encara que hi ha cançons de hip-hop a l'àlbum com «Wretches and Kings» i «When They Come for Me», l'àlbum era molt diferent dels anteriors i el va definir com a «agressiu, cru, fosc i […] estranyament orgànic». A una ressenya de Rolling Stone Argentina, Juan Ignacio Provéndola va destacar que a A Thousand Suns «escapen a la marca del rapcore melòdic electroindustrial de consum massiu i obren un horitzó d'experiments amb textures i influències de les més diverses que transcendeixen a hores més agressives». Diversos crítics van ressaltar la presència de diversos gèneres musicals en l'àlbum, entre els quals s'inclouen el rock electrònic, rock alternatiu, rock industrial, rock experimental i rap rock.

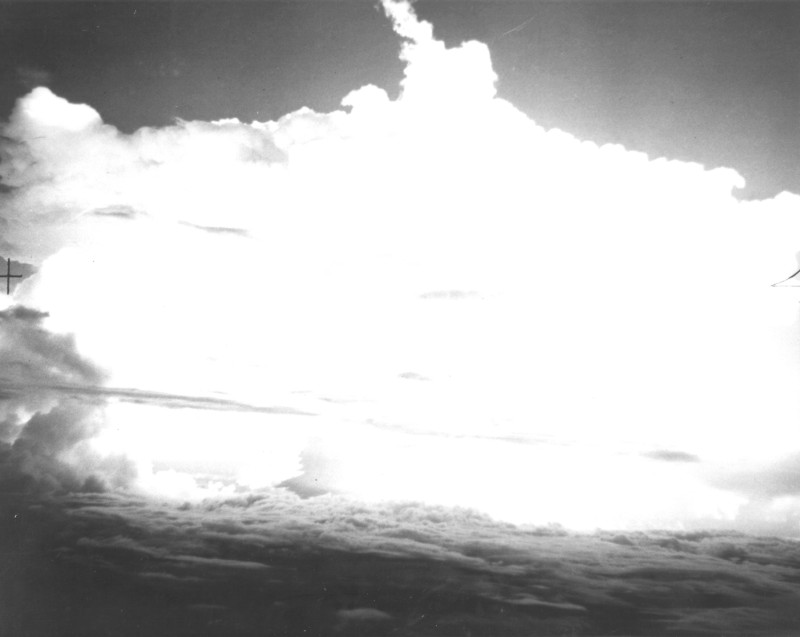
L'àlbum tracta principalment sobre la por a una guerra nuclear i el seu títol fa referència a les paraules pronunciades per Oppenheimer després de la creació de la bomba atòmica.

Comparat amb el seu treball anterior, la quantitat de parts cantades per Shinoda va augmentar considerablement, mentre que els riffs de guitarra de Brad Delson van perdre importància i van quedar en segon pla.
El mateix Delson va confirmar el fet en afirmar que la seva principal contribució va ser l'experimentació amb els teclats i la música electrònica. El rap de Shinoda està present a tres temes: «When They Come for Me», «Wretches and Kings» i «Waiting for the End». Ell i Bennington canten de manera simultània a «The Catalyst», «Jornada del Muerto» i «Robot Boy», mentre que a «Iridescent» es pot escoltar a tots els membres de la banda cantant junts. A un concert de 2014 a Long Island, a Nova York, Bennington va cantar aquesta última cançó acompanyat només per una guitarra acústica. A l'àlbum hi ha dos tipus de cançons: en primer lloc, les que tenen un ritme de compàs de quatre per quatre, «més ballable», com «Burning in the Skies» i «Blackout», mentre que les altres, entre les que «Wretches and Kings» és un exemple, tenen influències de «l'edat d'or del hip-hop, [amb] tocs de "Paul Revere" de Beastie Boys». Aquest so, relacionat amb el hip-hop més clàssic, prové de les primeres influències de Shinoda: la banda esmentada, Run-DMC i EPMD. Rock Sound també va citar com a influències de l'àlbum a Nine Inch Nails, Skindred i 30 Seconds to Mars.
Segons la ressenya de Examiner, mentre que l'àlbum comença amb un «gemec» —«The Requiem»—, acaba amb un «murmuri» —«The Messenger». Per Pop Culture Monster, el disc conté nombrosos «advertiments» destinats al públic sobre l'estat actual del món, entre els quals s'inclouen «Burning in the Skies», «When They Come for Me», «Waiting for the End», «Wretches and Kings» i «The Catalyst». L'àlbum té dues pistes introductòries —«The Requiem» i «The Radiance»— i quatre que serveixen com a transició entre alguns dels temes: aquesta última, que dona peu a «Burning in the Skies»; «Empty Spaces», una introducció a «When They Come for Me» de divuit segons de durada; «Fallout», i «Jornada del Muerto», on Shinoda canta en japonès. A aquesta cançó, la lletra es tradueix com lift me up, let me go —«eleva'm, deixa'm anar»—, línies que també figuren a «The Catalyst». A més, el títol fa referència al lloc on es va detonar per primera vegada una bomba atòmica. A aquesta cançó, així com a «The Requiem» i «Blackout», Shinoda va emprar un sintetitzador Juno. Segons Emma Gaedeke de Billboard, a «Waiting for the End» es veu el costat existencialista de la banda. Amb el vers de «When They Come for Me» Once you’ve got a theory about how a thing works, everybody wants the next thing to be just like the first —«Una vegada que tens una teoria sobre com funciona una cosa, tots volen que la següent sigui igual a la primera»—, segons Pop Culture Monster, Shinoda «ens recorda la dificultat de la seva nova direcció musical». Per la seva banda, Irving Tan va veure aquest vers com un missatge dirigit als detractors de l'àlbum. A «Robot Boy», apareix una nota d'esperança en el vers Hold on, the weight of the world will give you the strength to go —«Espera, el pes del món et donarà la força per seguir». Segons Pop Culture Monster, a «Blackout», Bennington canvia el rol amb Shinoda i canta una part de rap, cosa que deixa amb la sensació de «per què no van intentar això abans». El mitjà de comunicació també va considerar que «Wretches and Kings», per la seva estructura, és «la cançó més identificable de Linkin Park». Per la seva banda, «The Messenger» és l'únic tema acústic gravat pel grup i Bennington destaca en ell. Quan canta When life leaves us blind, love keeps us kind —«Quan la vida ens deixa cecs, l'amor ens manté bons»— li dona «un tancament esperançador» al disc.

## Publicació i promoció

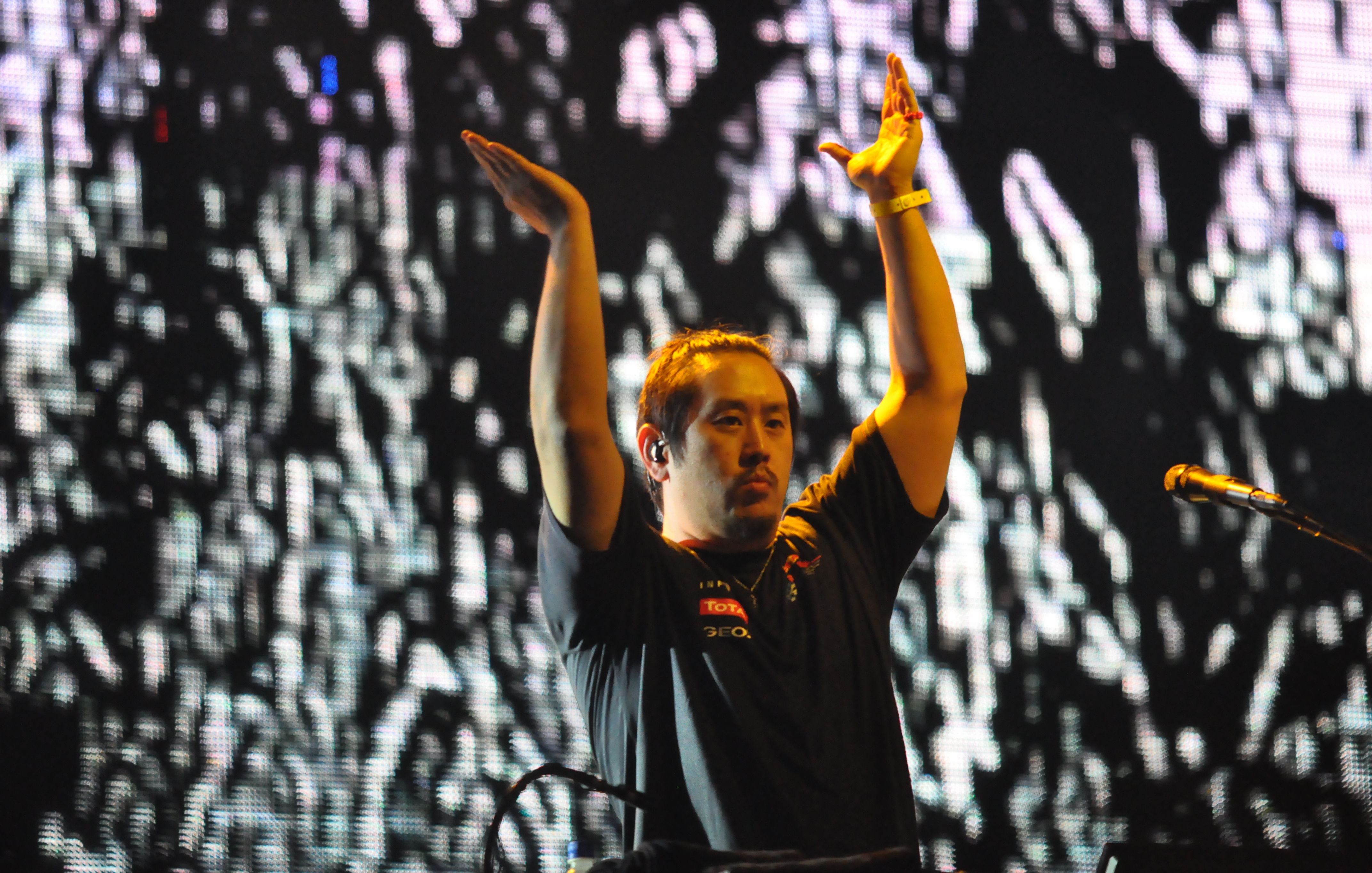
Joe Hahn va dirigir un avançament per «The Catalyst» quan es va anunciar que apareixeria en un videojoc de Medal of Honor.

A Thousand Suns es va publicar oficialment el 10 de setembre de 2010 a Alemanya, Àustria i Suïssa mentre que als Estats Units es va posar a la venda el 14 del mateix mes.
En un principi es va poder reservar una edició de l'àlbum al lloc web de la banda en dos formats titulats «CD-DVD» i «caixa de col·leccionista». Aquest últim incloïa un llibre, un CD, DVD i una edició en vinil, així com una còpia digital. La compra de qualsevol d'aquests productes també permetia adquirir les entrades per la gira dels Estats Units amb major antelació.
La banda va promocionar A Thousand Suns incloent cançons de l'àlbum a diversos videojocs. Joe Hahn va revelar el 27 de juliol que «The Catalyst» figuraria a Medal of Honor. A més, va anunciar que dirigiria un avançament pel joc, finalment llançat l'1 d'agost de 2010, un dia abans de posar-se a la venda el senzill. Dave «Phoenix» Farrell va afirmar que la banda pensava que els «metamissatges foscos [de la cançó] […] encaixaven amb el tema del joc» i per això es va incloure. El dia del llançament de l'àlbum al Japó, el 15 de setembre, la sucursal japonesa de Warner Music Group va anunciar que aquesta cançó seria el tema oficial de Mobile Suit Gundam: Extreme Vs. Segons Shinoda, aquesta va ser la primera vegada que un artista d'Occident va figurar a un videojoc de Gundam. L'edició especial del videojoc, posada a la venda pel trentè aniversari de la franquícia i anomenada «Gunpla», inclou un paquet de luxe amb A Thousand Suns, figures dels personatges de Gundam i dels membres de la banda representats a l'estil característic de les sèries.
«Blackout» figura en el videojoc de futbol FIFA 11, que a més va guanyar el premi a millor cançó a un videojoc en els MTV Game Awards de 2011. La banda va llançar un altre videojoc, anomenat Linkin Park Revenge —una edició de Tap Revenge— que inclou quatre cançons de l'àlbum així com altres sis de discos anteriors. «Wretches and Kings» va aparèixer a l'avançament del videojoc EA Sports MMA. També es van llançar com a contingut descarregable per al videojoc musical Guitar Hero: Warriors of Rock sis cançons de l'àlbum: «Blackout», «Burning in the Skies», «The Catalyst», «The Messenger», «Waiting for the End» i «Wretches and Kings». Aquest paquet de cançons va sortir a la venda el 19 d'octubre de 2010 al PlayStation Store, al Basar Xbox Live i al Wii Shop Channel. A més, els qui van comprar el videojoc a Amazon.com entre el 17 i el 23 d'octubre van rebre una còpia de A Thousand Suns. També es van llançar les remescles de tres cançons com a contingut descarregable pel videojoc DJ Hero 2 el 2010. L'11 de gener de 2011 es va publicar un paquet de temes de Linkin Park pel videojoc Rock Band 3, que inclou «Waiting for the End», així com cinc cançons més dels seus discos anteriors. El 5 de març de 2011 Shinoda va anunciar el llançament per a Europa de A Thousand Suns +, una reedició limitada de l'àlbum, que es va posar a la venda el 28 del mateix mes. Aquesta versió inclou un DVD del concert sencer en els MTV Europe Music Awards a la Porta d'Alcalá, així com un arxiu MP3 de l'espectacle. Simon Milburn, del lloc web The Metall Forge, va comentar sobre el DVD que encara que «la interpretació de la banda és de bona qualitat», no tenia molta energia i la filmació estava més pensada per als televidents que pels que volen veure l'«esperit» d'un concert en viu.

### Senzills
Quan va anunciar la data de llançament de l'àlbum, la banda va revelar que el primer senzill seria «The Catalyst», posat a la venda i estrenat per ràdio el 2 d'agost de 2010. Del 9 al 25 de juliol del mateix any, Linkin Park va fer el concurs «Linkin Park, Featuring You», on els seguidors podien descarregar fragments de «The Catalyst» per remesclar-los o compondre parts per la cançó amb qualsevol instrument.
Com el grup només havia donat a conèixer elements a l'atzar de la cançó, que encara no havia sortit al mercat, els participants havien d'imaginar com podria ser «The Catalyst». Diverses de les remescles que la banda va escoltar no tenien el mateix tempo que la versió original, cosa que de vegades els va agradar i d'unes altres els va semblar que sonava malament. Més tard Shinoda va publicar la llista dels vint finalistes en el seu blog oficial. Dues de les remescles es van llançar a través de la pàgina oficial de la banda en format MP3 i altres dues van ser posades a la venda a una edició de «The Catalyst» per Alemanya. El guanyador va ser Czeslaw «NoBraiN» Sakowski de Świdnica (Polònia), la seva remezcla apareix com a pista addicional de l'àlbum, està en la cara B del senzill «The Catalyst» i es va llançar a Best Buy. Els crèdits de l'àlbum esmenten que Sakowski va realitzar la «programació suplementària» a «When They Come for Me»; Shinoda va explicar que va ajudar en la composició del tema i que van gravar tots junts a través de Skype i Indaba.com.

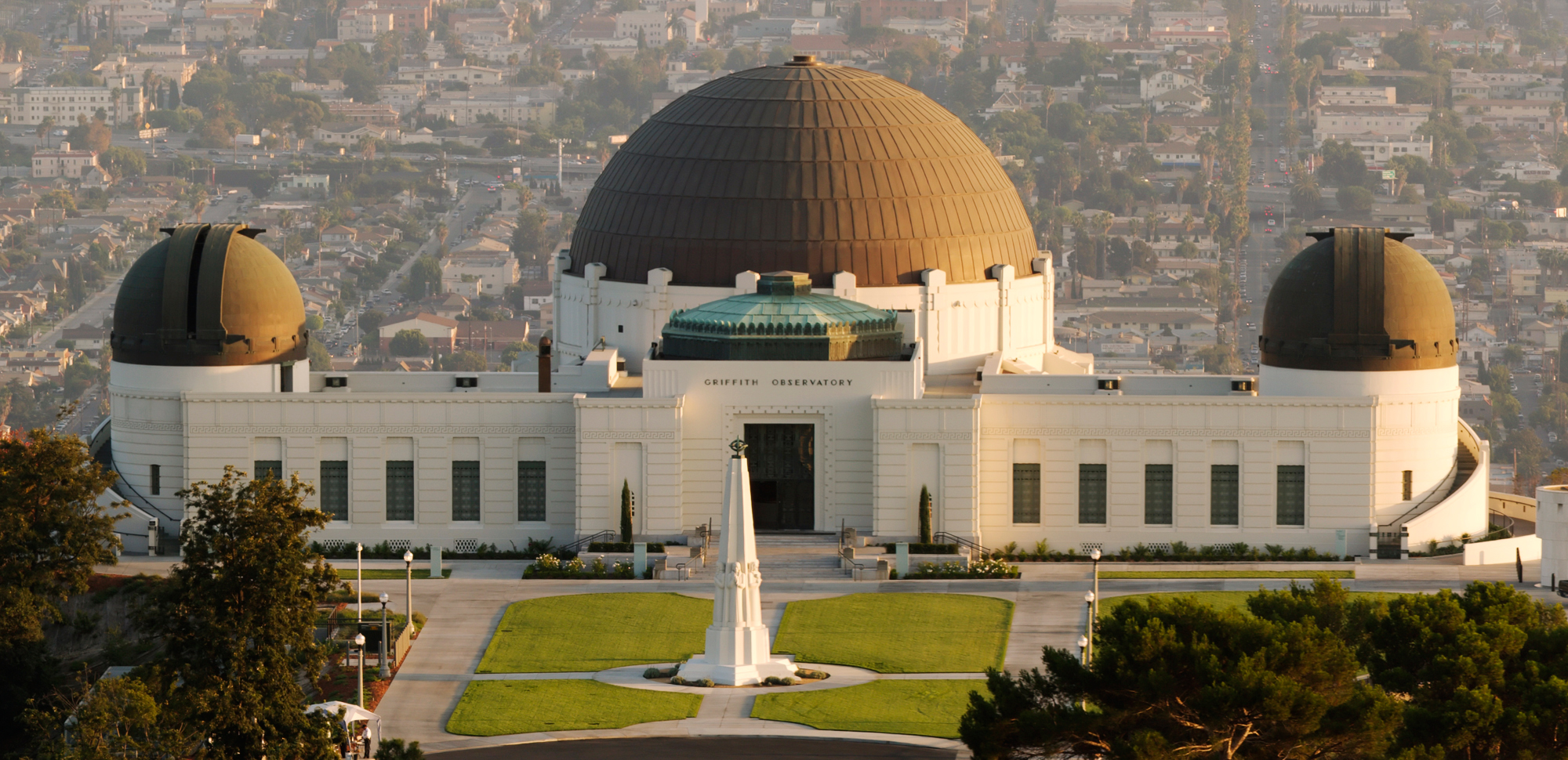
Linkin Park va interpretar «The Catalyst» per primera vegada a l'Observatori Griffith amb motiu dels MTV Video Music Awards de 2010.

El vídeo musical de «The Catalyst», dirigit per Joe Hahn, es va estrenar el 26 d'agost de 2010. Sobre el vídeo, Hahn va comentar que en fer-lo, va pensar «en la fi» i va afegir: «Com es veuria i se sentiria si algú petgés un botó per decidir el nostre destí? Com se sentiria si acceptéssim el nostre destí en el moment de la devastació? Si tinguéssim un últim moment per festejar el final de la nostra vida, com se sentiria això?». Al vídeo, que combina plànols on s'utilitzen efectes especials per veure a Bennington submergit dins l'aigua, Shinoda apareix cantant cobert amb una caputxa negra i a moltes escenes es poden apreciar efectes de càmera lenta, combinats amb fum. A més, quan comença la part de bateria, apareix gent amb màscares de gas i cap al final, el fum, abans blanc, es torna més colorit. La crítica de Billboard va comparar el primer pla, on es veu a Bennington cridant, amb una aparició cinematogràfica de Lord Voldemort. El 31 d'agost, la banda va anunciar que tocaria la cançó en directe per primera vegada en la cerimònia dels MTV Video Music Awards, el 12 de setembre. El lloc d'aquesta presentació va ser l'Observatori Griffith, utilitzat diverses a també pel·lícules de Hollywood. Aquesta dada va ser un secret fins al dia de la interpretació, encara que MTV havia anticipat en una ressenya sobre un assaig del grup que es presentarien en un lloc «icònic» de Los Angeles; el medi va afirmar a més que «veure'ls cantar God bless us everyone ["Que Déu ens beneeixi a tots"] sota un cel de nit que semblava el Paradís prova que no solament estan al cim de la seva música, sinó també al cim del món». El senzill va arribar al primer lloc en les llistes de Billboard, Rock Songs i Hot Modern Rock Tracks, així com a la UK Rock Chart, on va romandre tres setmanes. A més, va ocupar el lloc 27 en el Billboard Hot 100 després del llançament de A Thousand Suns i va estar cinc setmanes a la llista. D'altra banda, va rebre un disc d'or lliurat per la Recording Industry Association of America el juliol de 2011.

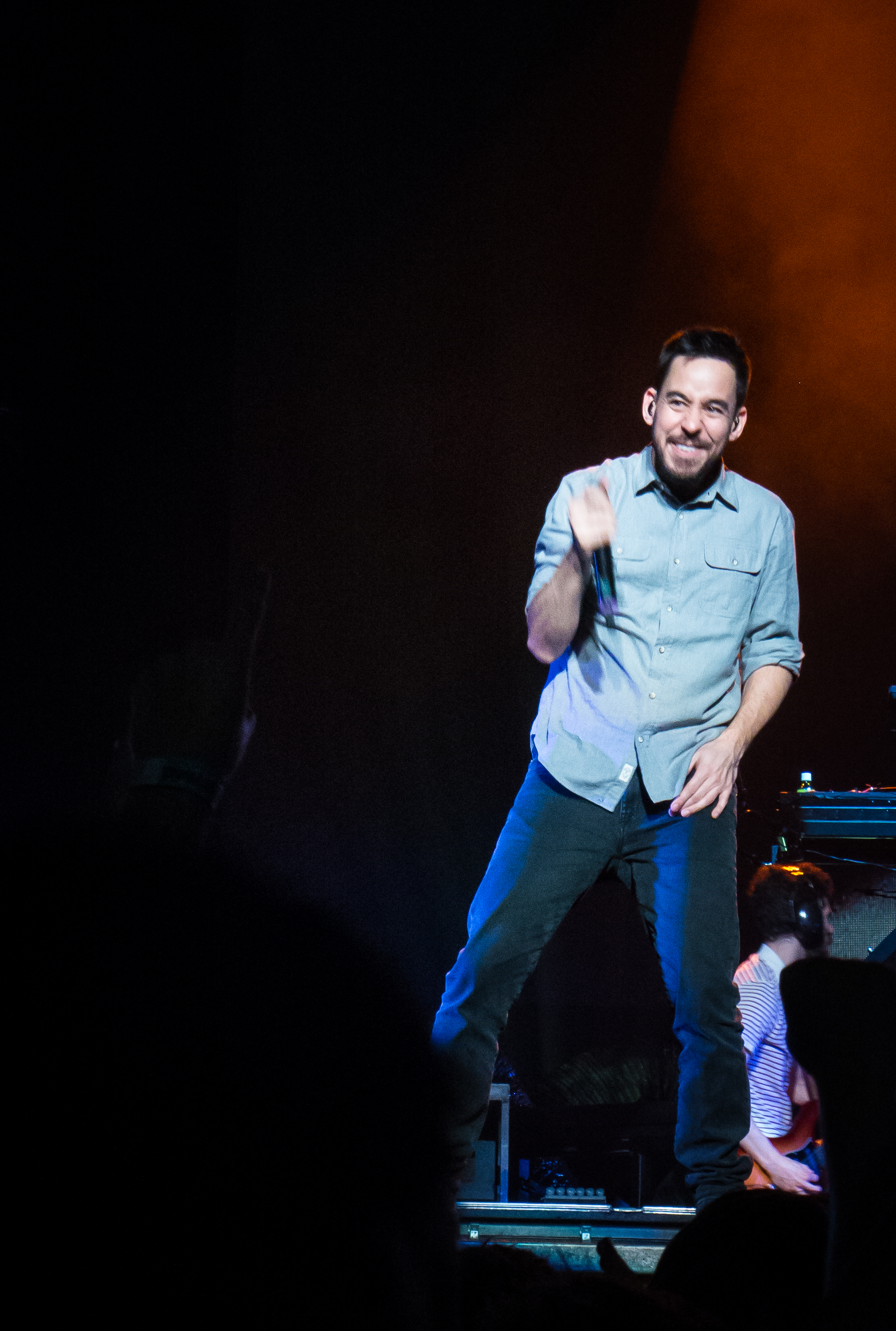
Mike Shinoda va ser qui va confirmar que l'últim senzill de l'àlbum seria «Iridescent».

El 2 de setembre Linkin Park va llançar el senzill promocional «Wretches and Kings» pels qui havien encarregat l'àlbum amb antelació. El 8 del mateix mes la banda va publicar «Waiting for the End» i «Blackout» a la seva pàgina de MySpace. També va anunciar en el seu lloc oficial l'estrena a MySpace i van pujar l'àlbum sencer per streaming el 10 de setembre. A la banda sonora de Underworld: Awakening es va incloure una remescla de «Blackout» realitzada per Renholdër. Com a segon senzill de l'àlbum es va llançar «Waiting for the End» l'1 d'octubre de 2010. Joe Hahn també va dirigir el vídeo, que es va estrenar el dia 8 del mateix mes. James Montgomery va comparar aquest vídeo amb el de «The Catalyst» per la seva foscor, encara que a aquest hi va veure «una bellesa solemne». Hahn va filmar en blanc i negre als seus companys i amb un efecte especial, va fer que els seus cossos semblessin tenir «xarxes de projeccions astrals» per donar-li «l'aspecte d'una cosa íntima i casolana». Emma Gaedeke, de Billboard, va comentar que en el vídeo, descrit com a «al·lucinant», els membres de la banda semblaven estar «atrapats en un sistema solar fosc i retorçat». El 5 de febrer de 2011 la banda va tocar el tema, així com «When They Come for Me», a Saturday Night Live. Segons van anunciar en el compte de Twitter oficial de la banda, «Waiting for the End» va aparèixer al programa de CBS CSI: Crime Scene Investigation el 14 d'octubre de 2010. El senzill va arribar al primer lloc de la llista Hot Modern Rock Tracks. També va estar en el número 2 de la llista Rock Songs i en el 42 del Billboard Hot 100, on va romandre nou setmanes. A més, va tenir èxit a altres països: a Àustria va arribar al número 34; a Bèlgica, al 20; a Alemanya, al 29, i al 34 al Japó. Va rebre un disc d'or lliurat per la RIAA a l'abril de 2011. Quan el tema va arribar al primer lloc de la llista Alternative Songs, Linkin Park va esdevenir la desena banda amb més cançons que van arribar al número u a ella. El 22 de gener de 2011, el grup va anunciar que el seu proper senzill internacional seria «Burning in the Skies». El seu vídeo, també dirigit per Hahn, es va estrenar el 22 de febrer i la cançó es va llançar el 21 de març. Karheem Cabey de Caribbean Mitjana Vision va comentar que el vídeo, que tracta sobre «una explosió que canvia la vida de la gent», posseeix un «escenari únic». Va entrar a les llistes de diversos països: al lloc 35 a Àustria; al 35 a Portugal, i al 26 a Alemanya.
El 13 d'abril de 2011, Shinoda va confirmar que l'últim senzill de l'àlbum seria «Iridescent» i que una versió nova, una mica més curta, seria part de la banda sonora de la pel·lícula Transformers: Dark of the Moon. També va dir que farien un vídeo, dirigit de nou per Hahn; la seva estrena va ser el 2 de juny d'aquest any. En ser una de les «favorites dels seguidors» en els concerts, Shinoda va opinar que encaixaria «amb naturalitat» a la pel·lícula pel seu so «seriós» i «esperançador». James Montgomery va opinar que el vídeo era «bastant confús», fins i tot per als membres de la banda. Shinoda va comentar que Hahn li va enviar un correu electrònic dient-li que «al país dels cecs, el borni és rei», en referència al rei d'ulls blancs que apareix a diversos plànols. També, a les seves escenes, apareixen un gos i una serp, a més que a Shinoda li creixen banyes sobre les espatlles i hi ha un tron ple d'astes. Montgomery va citar les històries de H.G. Wells com a possible influència; el raper va afirmar sobre aquest tema: «A mesura que avancem, els videos s'han tornat més abstractes. […] Crec que això probablement ve del fet que [Hahn] va créixer llegint un munt d'historietes, mirant anime, aquestes coses. Sobretot en un vídeo com aquest, es pot dir que les influències hi són». Per l'estrena del vídeo, Jason Newman el va considerar una bona alternativa a un vídeo «simple» i «obvi» amb escenes de Transformers i el va definir com «una obra estètica visualment impressionant, complexa i surrealista». La cançó va arribar al lloc 81 en el Billboard Hot 100 i va romandre tres setmanes; a més, va estar en el número 19 en la llista Alternative Songs i en el 29 en la Rock Songs. També va tenir un moderat nivell d'èxit en altres països: a Austràlia va arribar al lloc 39; al 10 en Israel, al 10 a Israel, i al 2 a Corea del Sud i en el Regne Unit.

### Presentacions en viu

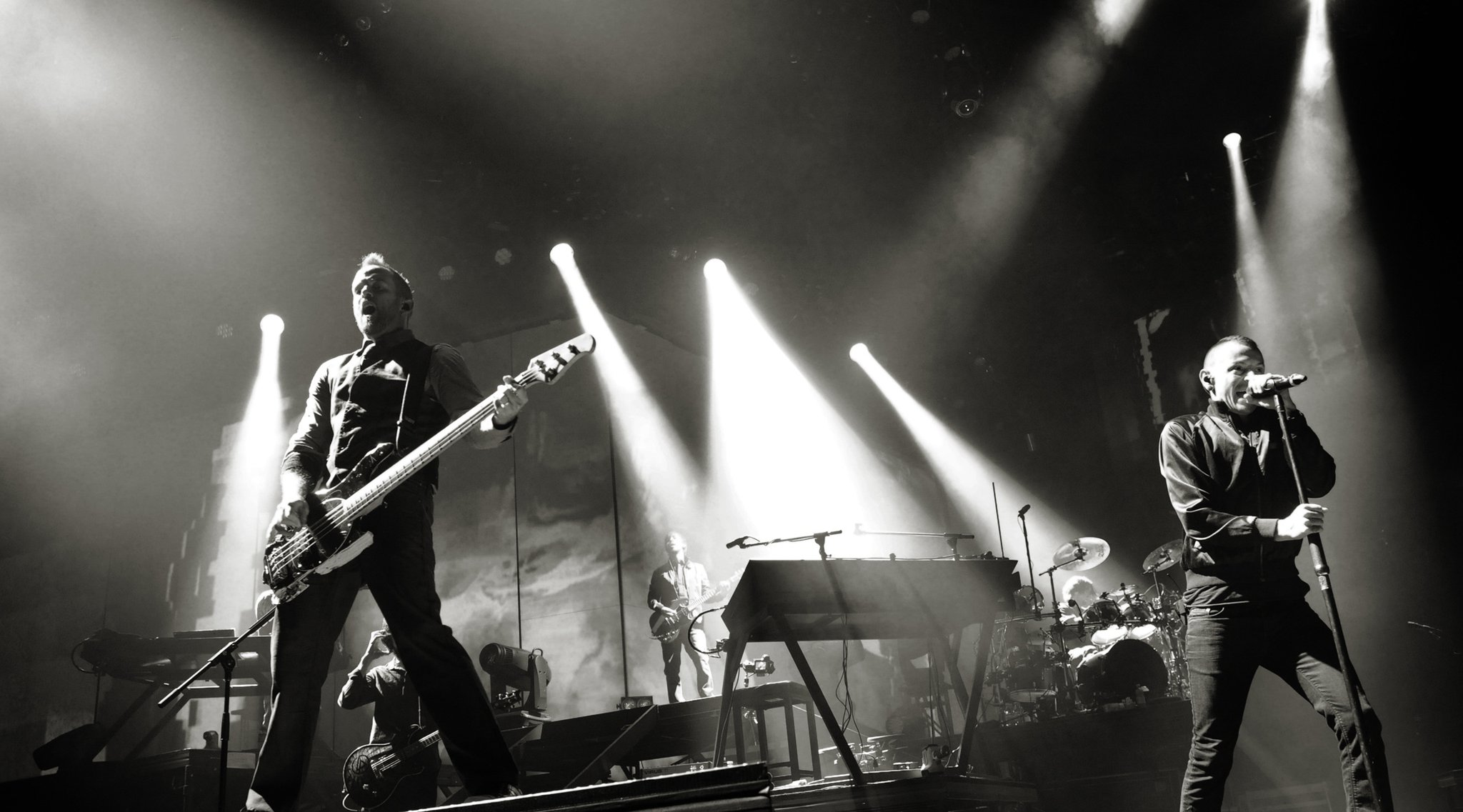
Linkin Park tocant a Berlín, Alemanya, a la gira mundial de 2010.

El 7 de setembre de 2010, una setmana abans de la seva estrena, la banda va tocar l'àlbum sencer a una presentació de làsers en 3D en el Music Box Theater de Hollywood. Sobre el concert, Rick Florino del lloc Artistdirect.com va afirmar que «l'experiència de veure tocar l'àlbum complet sincronitzat amb un al·lucinant espectacle tridimensional de làsers va consolidar realment a A Thousand Suns com l'equivalent d'Avatar dins el rock'n'roll». A una entrevista, Chester Bennington va fer broma dient que tot era tan impressionant que ni tan sols feia falta que ells pugessin a l'escenari i després va afirmar que volien brindar un espectacle «que es vegi genial» i que la presència dels làsers era un petit detall «que ajuda a inspirar-nos i portar les nostres actuacions a un altre nivell». També va comentar que cap d'ells estava a la guait de com es veuria i que tot havia estat idea del mànager de la banda, qui es va basar en els espectacles de làsers de Pink Floyd.
Per promocionar l'àlbum, Linkin Park va organitzar una gira mundial anomenada A Thousand Suns Tour, que va durar des del 7 d'octubre de 2010 fins al 25 de setembre de 2011. Aquesta gira va començar a Amèrica del Sud, amb concerts a l'Argentina, Xile i Brasil el 7, 9 i 11 d'octubre respectivament. Des del 20 d'aquest mateix mes fins a l'11 de novembre, la banda va prosseguir pel continent europeu; va tocar a Alemanya, Àustria, França, Dinamarca, Suïssa i el Regne Unit. El 7 de novembre i amb motiu del lliurament dels MTV Europe Music Awards 2010, va fer un concert a la Porta d'Alcalá a Madrid davant 88 000 espectadors i la seva interpretació de «Waiting for the End» va ser transmesa per televisió. El concert va tenir una durada d'una hora i catorze minuts i es van tocar temes com «Papercut», «Breaking the Habit», «Numb», «In the End» i «What I've Done». Després, el 13 i 15 d'aquest mateix mes, Linkin Park va tocar als Emirats Àrabs Units i a Israel. En el concert a Israel, van interpretar una versió de «No Woman, No Cry» de Bob Marley com a introducció a «The Messenger». Finalment van tancar l'any 2010 amb concerts a Austràlia durant la primera meitat de desembre.
El 15 de novembre de 2010 Linkin Park va anunciar les dates de la gira per Amèrica del Nord. El gener, febrer i març de 2011, van fer concerts pels Estats Units i el Canadà. Atès que no tocaven a sòl nord-americà des de novembre de 2008, van decidir celebrar el retorn atorgant a cada fan una còpia gratis de l'enregistrament del concert al que havia assistit, accessible a través d'un codi secret. A més, per cada entrada comprada, van decidir donar un dòlar a Music for Relief, una organització caritativa que busca ajudar a víctimes de desastres naturals i conscienciar sobre l'escalfament global. El 4 i 5 de juny, van participar en dos festivals organitzats per emissores de ràdio californianes: Weenie Roast de KROQ i BFD de Live 105. Després d'aquests concerts, van tornar a Europa, on van tocar el mes de juny i principis de juliol; a més dels països que ja havien visitat el 2010, a Suècia, Finlàndia, Noruega, Itàlia i Bèlgica. El 23 de juny van tocar una remescla d'«Iridescent» per a l'estrena de la pel·lícula Transformers: Dark of the Moon a la Plaça Roja de Moscou. Durant aquest concert, quan a les pantalles de l'escenari va aparèixer la cara de Robert Oppenheimer repetint la frase del seu discurs present a l'àlbum, Now I am become Death, the destroyer of worlds —«Ara em converteixo en la Mort, la destructora de mons»—, els seguidors russos van mostrar cartells que deien Wisdom, Justice and Love —«Saviesa, justícia i amor». El gest, organitzat pels mateixos seguidors, va resultar commovedor per a la banda, especialment pel contingut polític de l'àlbum i el lloc on succeïa. Bennignton ho va explicar d'aquesta manera: «Aquí estava aquesta banda nord-americana tocant música amb càrrega política i emocional al costat del Kremlin. Podia sentir el pes dels anys en què em deien que aquest era un lloc fora dels nostres límits, fet pel qual veure que els nois s'expressaven d'aquesta forma va resultar commovedor, alguna cosa que mai oblidaré perquè va ser increïble».

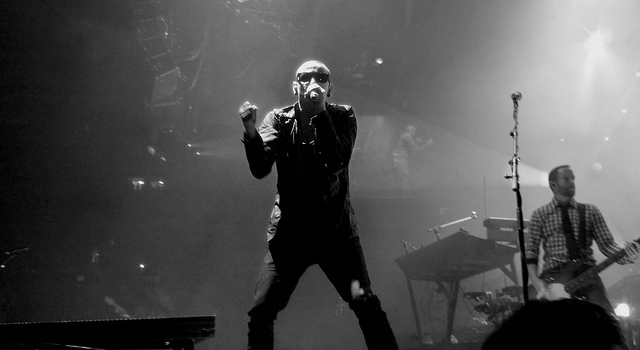
Chester Bennington durant un concert el 2011.

El 30 d'agost, van tornar al seu país d'origen oferint un concert amb entrades esgotades al club The Joint de Hard Rock Hotel & Casino a Las Vegas. L'endemà, van donar un espectacle especial per només 1100 persones al Mayan Theater de Los Angeles per recaptar fons per a les víctimes del terratrèmol i tsunami del Japó. El juliol havien anunciat que les primeres cinc-centes persones que recaptessin un mínim de 500 USD rebrien un parell d'entrades per un concert a un «lloc petit i privat» i que tots els diners serien donats a Save the Children, a través de Music for Relief. La banda atorgava obsequis a canvi de les recaptacions: els cinquanta seguidors amb més fons tindrien la possibilitat de conèixer a la banda i prendre's una fotografia en grup, els deu que més diners haguessin reunit rebrien a més a més instruments autografiats de la gira europea i el millor recaptador podria veure el recital des de l'escenari. El concert, que a més va comptar amb la participació de la banda japonesa B'z, va ser un èxit i va aconseguir recaptar més de 350 000 USD en seixanta dies. Sobre aquest resultat, Bennington va afirmar amb orgull que era «increïble, considerant no solament la devastació al Japó, sinó també els problemes econòmics de la gent als Estats Units». Finalment la gira va arribar al seu últim destí, el continent asiàtic: durant el mes de setembre es van presentar a Hong Kong, Corea del Sud, Japó, Taiwan, Indonèsia, Tailàndia i Singapur. Pels concerts a territori japonès, que van ser cinc, van decidir continuar amb la seva obra de caritat per les víctimes del terratrèmol i van donar a Save the Children cent iens per cada entrada venuda. A més, l'empresa japonesa SoftBank va oferir donar la mateixa quantitat i Music for Relief va posar a la venda diferents productes de la banda a cada concert amb la finalitat de recaptar fons.

## Recepció

### Comercial

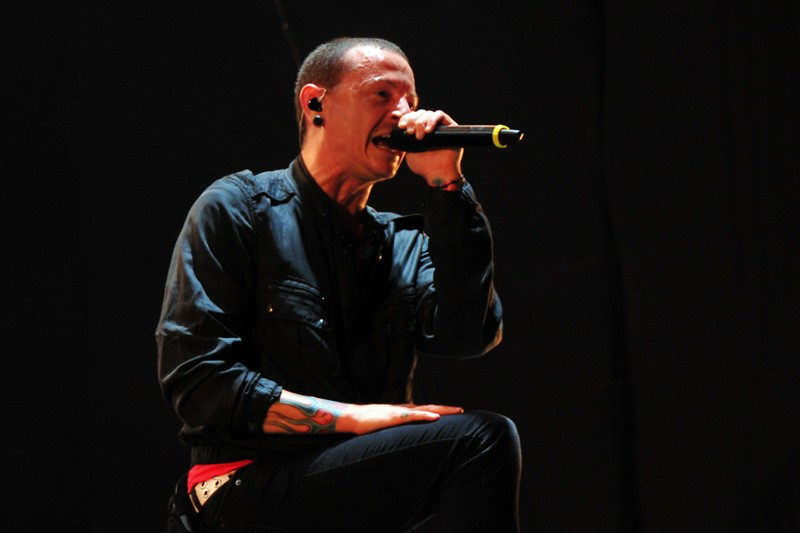
Chester Bennington durant la gira A Thousand Suns Tour.

L'àlbum va debutar a la primera posició de la llista nord-americana Billboard 200 i va vendre 241 000 còpies la seva primera setmana als Estats Units, superant a Passion, Pain & Pleasure de Trey Songz per una diferència de mil vendes, segons Nielsen SoundScan. D'aquesta manera, va esdevenir el quart àlbum de la banda a aconseguir la primera posició dins aquesta llista, malgrat que les vendes van ser molt més baixes que les del treball anterior, Minutes to Midnight (2007), que va debutar la seva primera setmana amb 623 000 còpies venudes. L'àlbum també va aconseguir la primera posició de les llistes de Billboard Rock Albums, Alternative Albums, Hard Rock Albums, i Digital Albums. L'11 de gener de 2011, va rebre una certificació d'or de la Recording Industry Association of America (RIAA) per la venda de cinc mil còpies als Estats Units. Va romandre trenta-vuit setmanes en el Billboard 200 i, el maig de 2012, havia venut 840 000 còpies en aquest país. A Canadà, l'àlbum va aconseguir la primera posició de la llista Canadian Albums Chart amb 23 000 vendes. L'11 de febrer va rebre una certificació de platí per part de la Canadian Recording Industry Association per aconseguir les 80 000 unitats venudes. Al Regne Unit, va debutar en el segon lloc i s'hi va mantenir disset setmanes. La primera setmana va vendre 46 711 còpies; l'únic àlbum amb més vendes que el de Linkin Park en aquest temps va ser Science & Faith de The Script. El 10 de setembre de 2010, l'endemà passat de la publicació de l'àlbum al Regne Unit, va rebre una certificació d'or de la British Phonographic Industry (BPI), en superar les 100 000 còpies venudes. A Austràlia també va debutar a la primera posició de la llista ARIA Charts, i es va mantenir a aquesta posició durant quatre setmanes. L'àlbum va estar divuit setmanes entre els cinquanta més venuts. A finals de 2010, A Thousand Suns va rebre una certificació d'or per part de la Australian Recording Industry Association. A la llista de Promusicae, d'Espanya, va debutar en el tercer lloc. També va arribar al primer lloc a Àustria, Hong Kong, Alemanya, Corea del Sud, Japó, Portugal, Nova Zelanda, Tailàndia, Suïssa, Singapur i Sud-àfrica.

### Crítica
Al publicar-se, A Thousand Suns va provocar una divisió d'opinions en els crítics; alguns el van elogiar mentre que uns altres el van reprovar. A Metacritic, on s'assigna una puntuació mitjana sobre la base de les principals crítiques, l'àlbum va rebre un total de 66 punts sobre 100 basat en 10 crítiques, el que indica «ressenyes favorables en general».
Rick Florino d'Artistdirect li va donar a l'àlbum una puntuació màxima de cinc estrelles; va afirmar que «després de A Thousand Suns, tot el rock 'n' roll girarà entorn de Linkin Park» i va elogiar a la banda per haver creat un gènere propi. Ian Winwood de Kerrang! li va donar una qualificació d'«excel·lent» i va assenyalar que «la millor manera de descriure'l és com un àlbum polític». Va lloar la composició dels temes en dir: «Aquestes són cançons que han estat tant construïdes com escrites» i va expressar que la seva comparació més propera era l'àlbum de 1990 de Public Enemy Fear of a Black Planet. A la seva ressenya per BBC Music del següent àlbum, Living Things, Winwood es va referir a A Thousand Suns com «una obra tan sorprenent que va arriscar tot l'èxit comercial que el grup havia aconseguit des del seu àlbum debut, Hybrid Theory, el 2000». Dave de Sylvia de Sputnikmusic el va considerar «un àlbum de rock fet extremadament bé» i va afirmar que era una mica millor que el seu predecessor, Minutes to Midnight, però que no arribava a l'altura del seu àlbum debut, Hybrid Theory. Irving Tan, del mateix medi, va considerar que el disc era «excel·lent», va elogiar la interpretació de Bennington i Shinoda i va destacar temes com «When They Come for Me» o «Wretches and Kings». No obstant, va assenyalar que l'àlbum tenia com a defectes la seva demora en començar veritablement —«passen set minuts i trenta segons abans que arribi el primer número en veritat memorable ["When They Come for Me"]»— i la seva cruesa a l'hora de transmetre el seu missatge. Segons The Harvard Crimson, que va qualificar a l'àlbum amb quatre estreles i mitja sobre cinc, «A Thousand Suns, com un tot, és un àlbum ambiciós que va més enllà de tot el que Linkin Park va fer abans. Té senzills prometedors, però molt més important és la seva visió del treball com un tot».
James Montgomery de MTV va elogiar l'àlbum i el va comparar amb el de la banda de rock alternatiu Radiohead, Kid A; sostingué que podia ser «caòtic, dissonant, ambiciós i totalment innovador» però que a diferència de l'altre, A Thousand Suns era més optimista. Segons la ressenya de Examiner, Linkin Park va tenir el mèrit de no haver-se decantat pel que era segur: «Podrien fàcilment haver gravat un quart volum de Hybrid Theory i haguessin tingut milions de vendes, fins i tot en aquesta època de descàrregues il·legals. Que ells i el llegendari coproductor Rick Rubin hagin triat no fer això ho diu tot». També el medi va afirmar que es tracta d'una rebel·lió «contra la gent a la qui li van agradar els tres primers àlbums». Christopher Weingarten de The Village Voice el va considerar «el millor disc conceptual de rock avantguardista preocupat pel tema nuclear de 2010» i el va comparar amb OK Computer de Radiohead. David Medsker, d'Esdmusic.com, li va donar tres estrelles i mitja sobre cinc i el va considerar millor que el seu predecessor. També va afirmar que era l'àlbum «més melòdic» en termes de música, el «més contricte» quant a lletres i el «més madur» en relació al so, encara que mantenia «les seves arrels de glitch». Pop Culture Monster li va donar una qualificació de quatre punts sobre cinc i va afirmar: «Ningú pot dir que A Thousand Suns no explica una història. En aquest sentit, és un àlbum conceptual, corren diversos temes i en finalitzar, arriben a una conclusió». A més, va comentar que aquesta va ser «la vegada que Linkin Park va sonar més optimista», encara que, per al medi, «el problema, per a alguns, serà que no sembla de Linkin Park». D'altra banda, per a la pàgina, «Waiting for the End» és «un dels moments més valuosos de l'àlbum» i «The Catalyst», una cançó on «el punt fonamental» és que «sona diferent a qualsevol cosa que [la banda] hagués fet abans». Jordy Kasko a Review Rinse Repeat li va donar una qualificació perfecta i el va anomenar una «recerca èpica». El va comparar amb The Dark Side of the Moon de Pink Floyd i Kid A de Radiohead a la següent afirmació:
| « | A Thousand Suns és un ÀLBUM. No és una col·lecció de cançons, no se suposa que hagi de ser escoltat així. La banda ha arribat al punt de publicar una versió d'un únic tema a iTunes de 47 minuts i 56 segons de durada. No és més "àlbum" sota normes convencionals que Dark Side of the Moon o Kid A. Segur, hi ha cançons identificables, però per entendre o apreciar qualsevol d'elles cal agafar-les en el context de l'àlbum sencer | » |

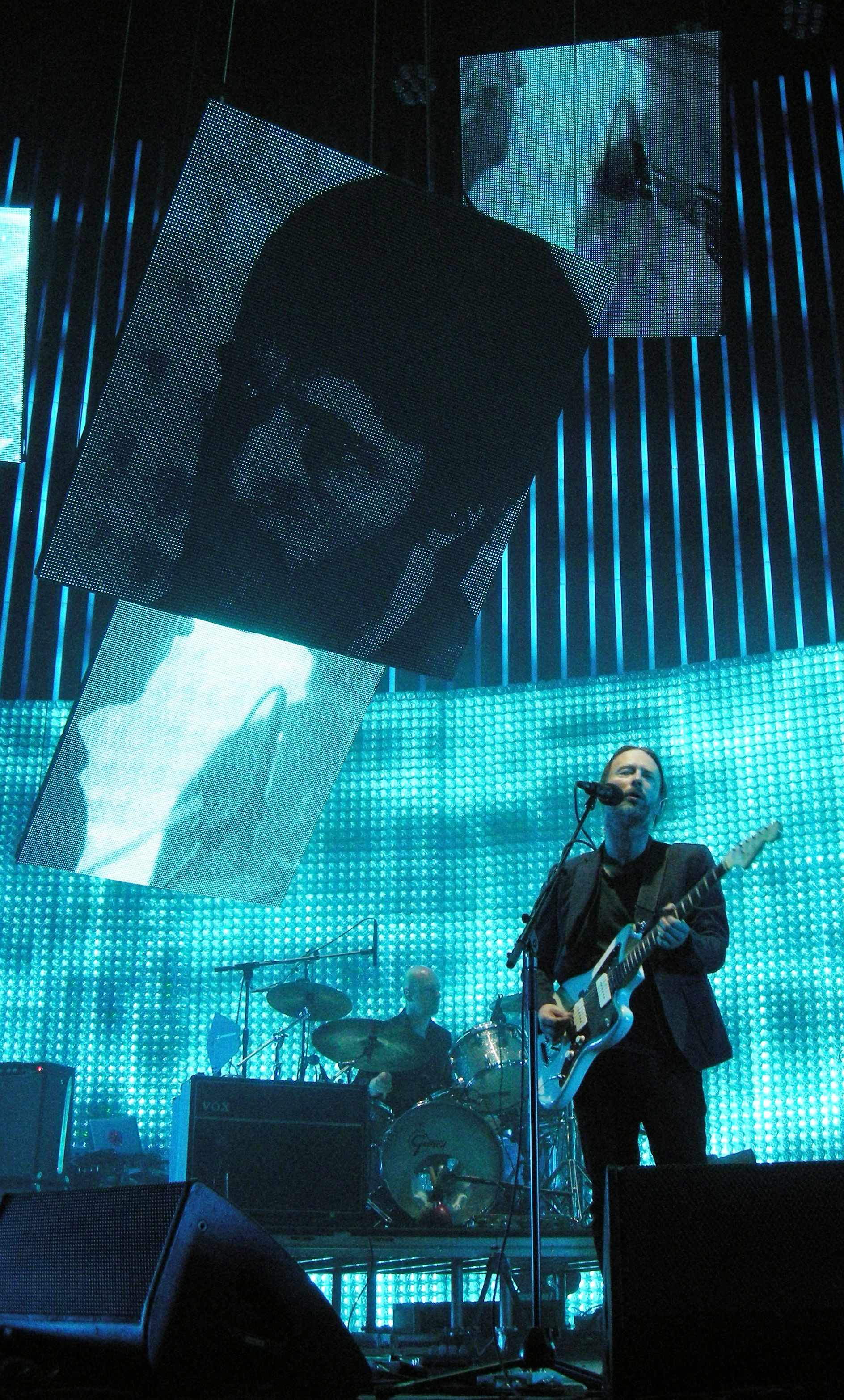
Alguns crítics van comparar el contingut de A Thousand Suns amb Kid A i OK Computer de Radiohead.

Mikael Wood a la revista Spin li va donar sis de deu estrelles i va comentar que «conté molt material agressivament artificiós»; també va considerar que «The Messenger» era «el tema més inesperat en aquest audaç A Thousand Suns». Leah Greenblatt de Entertainment Weekly li va atorgar una qualificació de B i va sostenir que, per moments, la «rara mescla» de música que la banda exhibia en A Thousand Suns «sonava discordant». Jody Rosen de Rolling Stone el va qualificar amb tres de cinc estrelles i va assegurar que la banda estava «percebent la direcció cap a la seva nova identitat»; no obstant això, va definir la seva habilitat per a la melodia com a «òbvia» i va afirmar que «Wretches and Kings» sonava com «una genial banda de tribut a Linkin Park». David Buchanan de Consequence of Sound va donar a l'àlbum una qualificació de tres estrelles i mitja sobre cinc i va dir: «Alguns poden sostenir que aquest nou so és extravagant, una mutació total fins al punt de l'absurd, però en el disseny artístic i els vídeos de la banda, l'evolució s'ha promocionat des d'un principi. Bàsicament, Linkin Park sempre ha estat al darrere d'això i ara s'ha fet tangible i complet». César Molgui, del lloc Cuchara Sónica, li va donar una puntuació de sis estrelles i mitja sobre deu i va comentar que sense importar l'opinió, era impossible que aquest àlbum deixés a algú indiferent. També el va considerar «una producció de gran nivell» amb «molt bones cançons i unes altres que aspiraven a ser-ho» i va concloure que això el convertia en un «treball que podria haver donat molt més de si» i que es quedava a «meitat de camí» per culpa de «tanta experimentació». Jason Treuen de la revista australiana The Music Network li va donar una ressenya ambivalent en considerar que era «un canvi radical per a la banda però també molt irregular»; va sostenir que encara que hi havia cançons destacades com «The Catalyst» o «Wretches and Kings», una majoria dels temes semblaven «experiments més que cançons completes». Mike Diver de BBC Music va expressar sentiments oposats sobre l'àlbum, al que va qualificar com «una col·lecció desordenada de temes, però una que escala noves alçades». Segons la crítica de Hipersónica, és un disc que «no entra a la primera» i exigeix ser escoltat amb calma i sense prejudicis pel seu caràcter experimental. Per al lloc, les cançons «més convencionals» i amb «aquest estil tan marcat que té Linkin Park» eren «Burning In The Skies», «Waiting for the End» i «Blackout». Al final de la ressenya, li va donar una qualificació de set i va comentar que era bo que un grup tractés d'«aportar alguna cosa diferent a la seva carrera» i s'arrisqués amb un plantejament «bastant distant de la seva zona de confort». Per la seva banda, Rock Sound va coincidir en aquests plantejaments, li va donar la mateixa qualificació i a més va dir que es tractava d'un disc «rar».
D'altra banda, el lloc Antiquiet va reprovar l'àlbum, al que va qualificar com una «farsa melodramática» i un «desordre mecanitzat de sentimentalisme», i va concloure que «la col·lecció de 15 cançons no és per res convincent com exhortación a l'aixecament i l'activisme». Simon Milburn, de The Metall Forge, li va donar una puntuació de dos sobre deu i va comentar que els seguidors només comprarien el disc pel nom de la banda i després es penedirien. També va afirmar que no hi havia res memorable ni cap tema que sobresortís; va sostenir que a les cançons els faltava «hooks, riffs i melodia», coses bàsiques perquè «alguna cosa se t'enganxi al cap» i que l'àlbum era «suau, estèril i insuls fins al punt d'avorrir la major part del temps». De tota manera, va considerar molt reeixits alguns moments de «Robot Boy» i «Waiting for the End». En la seva ressenya per Allmusic, Stephen Thomas Erlewine va jutjar que el disc era una «clara continuació» del seu predecessor; va admirar a la banda per la seva decisió de «canviar l'agressió per contemplació» però va assenyalar que «el problema és que els suaus ritmes, riffs i raps de A Thousand Suns acaben sent monocromàtics». Shakefire.com li va donar una qualificació de D+, va comentar que «seria fàcil dormir-se amb el 90% de l'àlbum» i que era «gairebé com si Mike estigués fart de cantar rap i Chester, de cridar, així que van decidir posar-se d'acord i cantar amb desinterès». Jim Farber de Daily News li va donar una estrella de cinc i va subratllar que «no menys de 15 talls s'amunteguen en els ajustats 47 minuts de durada del CD, la majoria d'ells fragments, o amb major exactitud, non sequitur musicals». Jamie Primack va escriure en el diari The Badger Herald que «hi ha almenys cinc temes 'per omplir' que no són més que soroll i fragments de so [i] les cançons completes no són particularment atrevides o interessants».

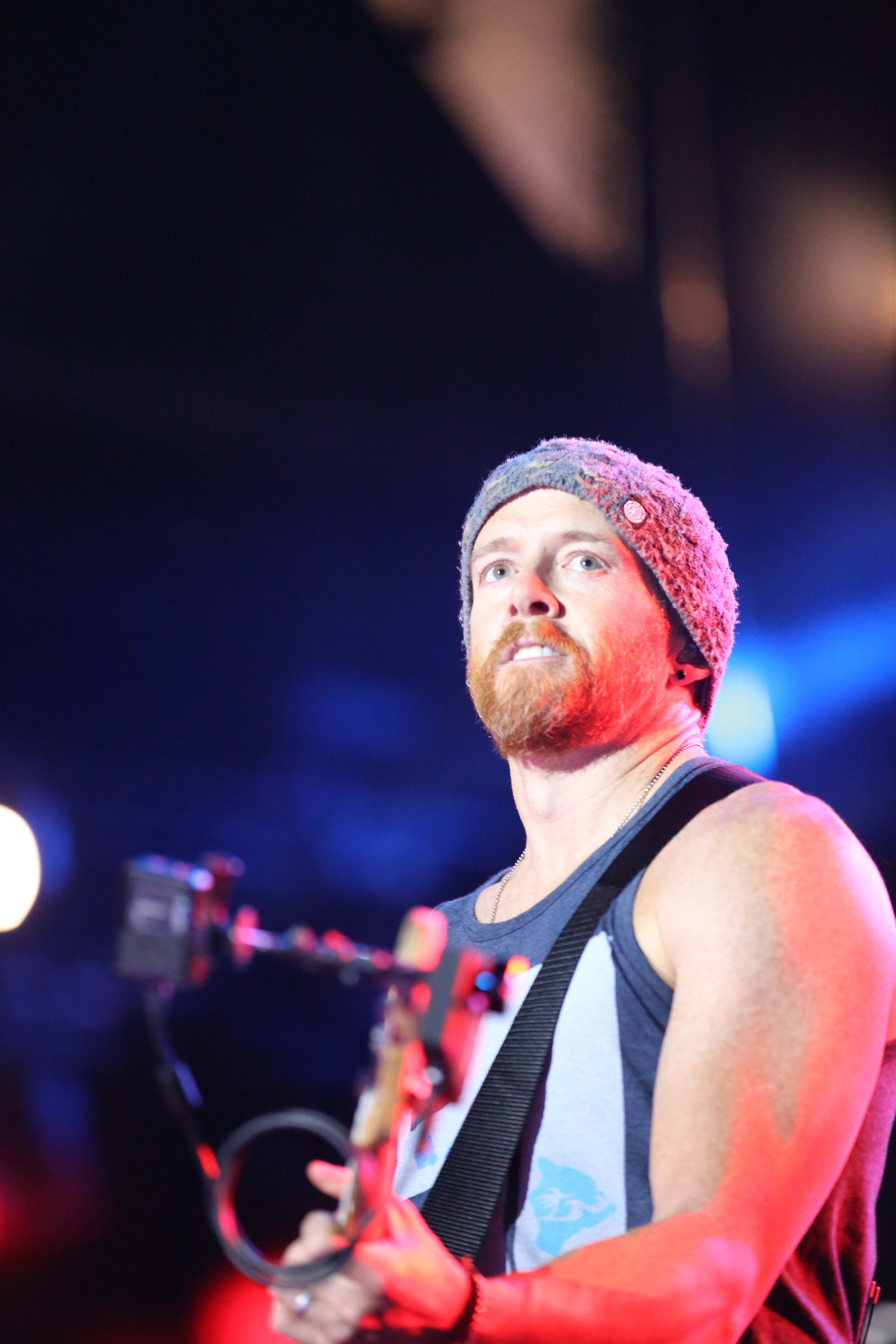
El baixista Dave Farrell va comentar a una entrevista que als seguidors els costaria treball veure què fer amb l'àlbum.

Com els crítics, els seguidors de la banda es van dividir amb A Thousand Suns i els primers símptomes d'aquesta situació van arribar amb la publicació de «The Catalyst». MTV va realitzar una enquesta per mesurar de quina manera rebien la cançó i, encara que una majoria es mostrava positiva, una altra gran quantitat estava descontenta. Sobre el nou so; James Montgomery de MTV va incloure una selecció de comentaris extrets del debat de l'enquesta i va resumir que «mentre alguns seguidors de LP van elogiar a la banda (i al vídeo de "Catalyst") per ampliar els seus límits, uns altres estaven atordits (o fins i tot preocupats) per la nova direcció». Sara Ferrer d'Orange County Reloaded va indicar a la seva ressenya que el disc havia dividit les opinions d'oïdores i crítics en «grups de pren-ho o deixa-ho». Montgomery va expressar un parer similar en dir que «alternativament va emocionar i va disminuir» el nombre d'admiradors de la banda donada la seva «vasta extensió musical». David Medsker va esmentar sobre aquesta dicotomia entre el seu treball debut i A Thousand Suns: «A curt termini, perdran més seguidors que no pas guanyaran amb aquest, però no hi han dubtes de quin tindrà una major durada».
A una entrevista a MTV anterior a la publicació del disc, el baixista Dave Farrell va comentar: «Sabem que [l'àlbum] serà diferent i si els seguidors esperen un Hybrid Theory o un Meteora, se sorprendran. Els prendrà temps entendre-ho i veure què fer amb ell». Amb conceptes similars, Chester Bennington va afirmar que a causa del so pel qual la banda era coneguda —«una mescla de rap i heavy metall»—, resultava «virtualment impossible» satisfer a tots els seus admiradors per igual. També va comentar: «[A Thousand Suns] era alguna cosa que sabíem sense cap dubte que la gent havia d'assimilar i superar el fet que no era el que esperaven». De tota manera, va expressar que se sentien molt bé al no preocupar-se pel que pensessin els altres i que, per primera vegada al llarg de la seva carrera, sabien el qual en veritat significava això. Mike Shinoda també va compartir els seus pensaments sobre la recepció dividida dels seguidors en el seu lloc web oficial; va agrair a les persones que van acceptar l'àlbum i es va defensar de les crítiques emeses pels detractors de A Thousand Suns. Va sostenir que des de feia gairebé un any i mig havien pres la «decisió conscient» de portar la seva música «per un nou camí», que havien predit que «el llançament de l'àlbum seria incendiari» i que «la nova direcció seria benvinguda per alguns i resistida ferventment per uns altres». D'altra banda, va fer servir una al·legoria d'un pare que sempre s'afaitava la cara i que, en tornar amb barba d'un viatge, el seu fill no el reconeix, per exemplificar el que diversos dels seus admiradors sentien amb aquest canvi. Va concloure dient que el veritable Linkin Park seguia present i que la seva intenció era idèntica a la del passat: «A l'estudi, estem constantment buscant nous sons que ens emocionin i ens inspirin». Atès que el disc havia estat una innovació molt gran, va considerar que va ser un èxit i que era més important «expandir les possibilitats del que la banda podia fer» que la quantitat de vendes. D'altra banda, el coproductor Rick Rubin va explicar que havia reproduït l'àlbum per a gent a la qual no li agradava Linkin Park i que, així i tot, l'havien gaudit. A més va comentar que el disc acabaria sent acceptat pels seguidors, que li prendria un temps a «la gent que li agradarà això el saber que els agrada» i que aquests serien aquells «de ment oberta que han crescut amb la banda».

#### Reconeixements
L'àlbum va rebre nombrosos reconeixements i nominacions el 2010 i el 2011. La revista Kerrang! va triar A Thousand Suns com el dinovè millor àlbum de 2010. D'altra banda, James Montgomery de MTV el va nomenar el vintè millor àlbum de l'any, es va referir a ell com «el disc de rock més ambiciós de l'any» i que no es podia negar «el fosc i dens poder que posseeix». El 2011, en els MTV Video Music Awards Japan, A Thousand Suns va ser nominat a millor àlbum de l'any, mentre que «The Catalyst» per millor vídeo de grup i millor vídeo de rock. El disc també va rebre dues nominacions als Billboard Music Awards, les de millor àlbum de rock i millor àlbum alternatiu; «Waiting for the End», per la seva banda, va ser nominada com a millor cançó alternativa. El seu vídeo musical va estar nominat a la categoria de millors efectes especials en els MTV Video Music Awards; la banda va guanyar el premi al millor grup internacional de rock o música alternativa en els premis ECHO. «Blackout» va rebre un reconeixement a la millor cançó a un videojoc en els MTV Video Game Awards per aparèixer a FIFA 11. «Waiting for the End», a més, va ser nominada a millor cançó de rock i Linkin Park, a millor grup de rock en els Teen Choice Awards.

## Llista de cançons
Totes les cançons foren escrites i compostes per Linkin Park.. 
| Núm. | Títol                                                                                          | Durada |
| ---- | ---------------------------------------------------------------------------------------------- | ------ |
| 1.   | «The Requiem»                                                                                  | 2:01   |
| 2.   | «The Radiance» (Presenta un discurs de Robert Oppenheimer)                                     | 0:57   |
| 3.   | «Burning in the Skies»                                                                         | 4:13   |
| 4.   | «Empty Spaces»                                                                                 | 0:18   |
| 5.   | «When They Come for Me»                                                                        | 4:55   |
| 6.   | «Robot Boy»                                                                                    | 4:28   |
| 7.   | «Jornada Del Muerto»                                                                           | 1:34   |
| 8.   | «Waiting for the End»                                                                          | 3:51   |
| 9.   | «Blackout»                                                                                     | 4:39   |
| 10.  | «Wretches and Kings» (Inclou el discurs de Mario Savio «Cuerpo y alma para parar la máquina».) | 4:15   |
| 11.  | «Wisdom, Justice, and Love» (Presenta un discurs de Martin Luther King)                        | 1:38   |
| 12.  | «Iridescent»                                                                                   | 4:56   |
| 13.  | «Fallout»                                                                                      | 1:23   |
| 14.  | «The Catalyst»                                                                                 | 5:39   |
| 15.  | «The Messenger»                                                                                | 3:01   |

- Pista addicional de l'edició de Best Buy[71]

| Núm. | Títol                                  | Durada |
| ---- | -------------------------------------- | ------ |
| 16.  | «The Catalyst (remescla de «NoBraiN»)» | 4:22   |

- Pista addicional de l'edició japonesa[168]

| Núm. | Títol                                                                         | Durada |
| ---- | ----------------------------------------------------------------------------- | ------ |
| 16.  | «New Divide» (En directe al Terra Vibe Park a Atenes el 21 de juliol de 2009) | 4:54   |

- Pistes addicionals d'iTunes (versió de luxe)[169]

| Núm. | Títol                                    | Durada |
| ---- | ---------------------------------------- | ------ |
| 16.  | «Blackbirds» (Cançó de 8-Bit Rebellion!) | 3:21   |
| 17.  | «The Catalyst»                           | 4:43   |
| 18.  | «Waiting for the End»                    | 3:54   |

- Pistes addicionals de l'edició britànica de iTunes[170][nota 3]

| Núm. | Títol                 | Durada |
| ---- | --------------------- | ------ |
| 16.  | «New Divide»          | 4:35   |
| 17.  | «Waiting for the End» | 4:04   |
| 18.  | «Breaking the Habit»  | 4:00   |
| 19.  | «The Catalyst»        | 5:57   |
| 20.  | «In the End»          | 3:48   |
| 21.  | «What I've Done»      | 3:32   |

- Pista addicional del DVD[171]

| Núm. | Títol                                                         | Durada |
| ---- | ------------------------------------------------------------- | ------ |
| 1.   | «Meeting of A Thousand Suns» (Relat de com es va fer l'àlbum) | 29:46  |

- Pistes addicionals de A Thousand Suns + (Live from Madrid)[61][172]

| Núm.          | Títol                                | Durada |
| ------------- | ------------------------------------ | ------ |
| 1.            | «The Requiem»                        | 1:38   |
| 2.            | «Wretches and Kings»                 | 4:25   |
| 3.            | «Papercut»                           | 3:18   |
| 4.            | «New Divide»                         | 4:31   |
| 5.            | «Faint»                              | 4:08   |
| 6.            | «Empty Spaces/When They Come for Me» | 5:31   |
| 7.            | «Waiting for the End»                | 3:53   |
| 8.            | «Iridescent»                         | 5:02   |
| 9.            | «Numb»                               | 3:11   |
| 10.           | «The Radiance» (versió en piano)     | 1:50   |
| 11.           | «Breaking the Habit»                 | 3:59   |
| 12.           | «Shadow of the Day»                  | 5:15   |
| 13.           | «Fallout»                            | 1:25   |
| 14.           | «The Catalyst»                       | 6:10   |
| 15.           | «The Messenger»                      | 3:41   |
| 16.           | «In the End»                         | 3:29   |
| 17.           | «What I've Done»                     | 3:32   |
| 18.           | «Bleed It Out/A Place for My Head»   | 5:06   |
| Durada total: | Durada total:                        | 70:04  |

## A Thousand Suns – Live Around the World
A Thousand Suns – Live Around the World és un àlbum en directe llançat el 2012 que conté versions en viu de deu de les cançons de A Thousand Suns; aquests temes van ser gravats a diverses ciutats entre 2010 i 2011. Justin Farrar, del lloc web Rhapsody, va lamentar que «Robot Boy» no es trobés al disc i va comentar que «pot ser que no es tracti de material d'estadi necessàriament, però el tema de quatre minuts és per lluny un dels intents més interessants del grup en el rock electrònic amb tints d'ambient».

## Crèdits
Linkin Park
- Chester Bennington – veu, lletres.
- Rob Bourdon – bateria, cors.
- Brad Delson – guitarra capdavantera, cors, Pro Tools
- Joe Hahn – turntablism, cors, director creatiu.
- Dave «Phoenix» Farrell – baix, cors
- Mike Shinoda – veu, producció, enginyer de so, lletres, Pro Tools, director creatiu.

Samples
- Martin Luther King – Discurs «Més enllà de Vietnam: un temps per trencar el silenci» («Wisdom, Justice, and Love»).
- Robert Oppenheimer – entrevistat – («The Radiance»).
- Mario Savio – Discurs «Cos i ànima per parar la màquina» – («Wretches and Kings»).

Producció
- Rick Rubin – productor.
- Mike Shinoda – productor, enginyer de so, director creatiu, Pro Tools.
- Neal Avron – mescla.
- Kymm Britton – publicitat.
- Anton Brooks – publicitat.
- Lindsay Chase – coordinació de la producció.
- Brad Delson – Pro Tools.
- Ryan DeMarti – coordinació de la producció, A&R.
- Nicolas Fournier – assistent.
- Joe Hahn – director creatiu.
- Jerry Johnson – tècnic de percussió.
- Liza Joseph – A&R.
- Frank Maddocks – direcció artística, disseny, director creatiu.
- Ethan Mats – enginyer de so, Pro Tools.
- Vlado Meller – masterización.
- Josh Newell – enginyer, Pro Tools.
- Czeslaw «NoBraiN» Sakowski – programació.
- Mark Santangelo – assistent
- Peter Standish – màrqueting
- Josh Vanover – carátula, director creatiu
- Ellen Wakayama – directora creativa.
- Tom Whalley – A&R

FontAllmusic.

## Posició a les llistes i certificacions

### Llistes
| Llista (2010)                                   | Posició |
| ----------------------------------------------- | ------- |
| Austràlia (ARIA Charts)                         | 1       |
| Àustria (Austria Albums Top 75)                 | 1       |
| Bèlgica (Belgian Albums Chart)                  | 2       |
| Bèlgica (Belgian Albums Chart)                  | 4       |
| Canadà (Canadian Albums Chart)                  | 1       |
| Dinamarca (Danish Albums Chart)                 | 2       |
| (European Top Albums Chart)                     | 1       |
| Finlàndia (Finnish Albums Chart)                | 6       |
| França (French Albums Chart)                    | 4       |
| Alemanya (German Albums Chart)                  | 1       |
| Grècia (Greek Albums Chart)                     | 2       |
| Hongria (Hungarian Albums Chart)                | 3       |
| Irlanda (Irish Albums Chart)                    | 3       |
| Japó (Japanese Albums Chart)                    | 2       |
| (Netherlands Albums Chart)                      | 7       |
| Nova Zelanda (New Zealand Albums Chart)         | 1       |
| Noruega (Norwegian Albums Chart)                | 4       |
| Polònia (ZPAV)                                  | 2       |
| Portugal (Portuguese Albums Chart)              | 1       |
| Rússia (Russian Albums Chart)                   | 3       |
| Espanya (Promusicae)                            | 3       |
| Suècia (Swedish Albums Chart)                   | 5       |
| Suïssa (Swiss Albums Chart)                     | 1       |
| Regne Unit (UK Albums Chart)                    | 2       |
| Estats Units (Billboard 200)                    | 1       |
| Estats Units (Billboard Top Alternative Albums) | 1       |
| Estats Units (Billboard Top Hard Rock Albums)   | 1       |
| Estats Units (Billboard Top Rock Albums)        | 1       |
| Estats Units (Billboard Top Digital Albums)     | 1       |

### Certificacions
| País          | Associació | Certificació |
| ------------- | ---------- | ------------ |
| Austràlia     | ARIA       | Platí        |
| Àustria       | IFPI       | Or           |
| Brasil        | ABPD       | Or           |
| Canadà        | CRIA       | Platí        |
| Finlàndia     | ÄKT/IFPI   | Or           |
| Pròxim Orient | IFPI       | Or           |
| Alemanya      | BVMI       | 3x Or        |
| Irlanda       | IRMA       | Or           |
| Itàlia        | FIMI       | Or           |
| Japó          | RIAJ       | Or           |
| Rússia        | NFPP       | Platí        |
| Suïssa        | IFPI       | Or           |
| Regne Unit    | BPI        | Or           |
| Estats Units  | RIAA       | Or           |

### Llistes a finals d'any
| Llista (2010)                               | Posició |
| ------------------------------------------- | ------- |
| Japó (lista de álbumes Oricon)              | 50      |
| Suïssa (Swiss Albums Chart)                 | 16      |
| Estats Units (Billboard 200)                | 53      |
| Estats Units (Billboard Alternative Albums) | 5       |
| Estats Units (Billboard Rock Albums)        | 7       |
| Estats Units (Billboard Hard Rock Albums)   | 2       |

| Llista (2011)                               | Posició |
| ------------------------------------------- | ------- |
| Suïssa (Swiss Albums Chart)                 | 86      |
| Estats Units (Billboard 200)                | 107     |
| Estats Units (Billboard Alternative Albums) | 12      |
| Estats Units (Billboard Rock Albums)        | 15      |
| Estats Units (Billboard Hard Rock Albums)   | 3       |

### Senzills
| Any  | Cançó                      | Posició màxima a les llistes | Posició màxima a les llistes | Posició màxima a les llistes | Posició màxima a les llistes | Posició màxima a les llistes | Posició màxima a les llistes | Posició màxima a les llistes | Posició màxima a les llistes | Posició màxima a les llistes | Posició màxima a les llistes | Posició màxima a les llistes | Posició màxima a les llistes | Posició màxima a les llistes | Posició màxima a les llistes | Posició màxima a les llistes | Posició màxima a les llistes | Posició màxima a les llistes | Posició màxima a les llistes | Posició màxima a les llistes | Posició màxima a les llistes |
| Any  | Cançó                      | US                           | USA Alt.                     | USA Rock                     | AUS                          | NZL                          | UK                           | UK Rock                      | AUT                          | BEL (FL)                     | BEL (VA)                     | FIN                          | FRA                          | GER                          | ITA                          | IRL                          | NLD                          | POR                          | SWE                          | SWI                          |                              |
| ---- | -------------------------- | ---------------------------- | ---------------------------- | ---------------------------- | ---------------------------- | ---------------------------- | ---------------------------- | ---------------------------- | ---------------------------- | ---------------------------- | ---------------------------- | ---------------------------- | ---------------------------- | ---------------------------- | ---------------------------- | ---------------------------- | ---------------------------- | ---------------------------- | ---------------------------- | ---------------------------- | ---------------------------- |
| 2010 | «The Catalyst» (Or)        | 27                           | 1                            | 1                            | 33                           | 27                           | 40                           | 1                            | 18                           | 56                           | 44                           | —                            | —                            | 11                           | —                            | —                            | 95                           | 27                           | 31                           | 29                           |                              |
| 2010 | «Waiting for the End» (Or) | 42                           | 1                            | 2                            | —                            | —                            | 90                           | 3                            | 34                           | 70                           | —                            | —                            | —                            | 29                           | —                            | —                            | —                            | 26                           | —                            | 58                           |                              |
| 2011 | «Burning in the Skies»     | —                            | —                            | —                            | —                            | —                            | —                            | 16                           | 35                           | —                            | —                            | —                            | —                            | 43                           | —                            | —                            | —                            | 35                           | —                            | 41                           |                              |
| 2011 | «Iridescent»               | 81                           | 19                           | 29                           | 39                           | —                            | 93                           | 2                            | 52                           | —                            | 70                           | —                            | —                            | 46                           | —                            | —                            | —                            | —                            | —                            | 69                           |                              |

### Altres cançons a les llistes
| Any  | Cançó        | Posició més alta | Posició més alta | Posició més alta | Posició més alta | Posició més alta | Posició més alta | Posició més alta | Posició més alta | Posició més alta | Posició més alta | Posició més alta | Posició més alta | Posició més alta | Posició més alta | Posició més alta | Posició més alta | Posició més alta | Posició més alta | Posició més alta | Posició més alta |
| Any  | Cançó        | USA              | USA Alt.         | US Rock          | AUS              | NZL              | UK               | UK Rock          | AUT              | BEL (FL)         | BEL (VA)         | FIN              | FRA              | GER              | ITA              | IRL              | NLD              | POR              | SWE              | SWI              |                  |
| ---- | ------------ | ---------------- | ---------------- | ---------------- | ---------------- | ---------------- | ---------------- | ---------------- | ---------------- | ---------------- | ---------------- | ---------------- | ---------------- | ---------------- | ---------------- | ---------------- | ---------------- | ---------------- | ---------------- | ---------------- | ---------------- |
| 2010 | «Blackbirds» | —                | —                | —                | —                | —                | —                | 21               | —                | —                | —                | —                | —                | —                | —                | —                | —                | —                | —                | —                |                  |
| 2010 | «Blackout»   | —                | —                | —                | —                | —                | —                | 28               | —                | —                | —                | —                | —                | —                | —                | —                | —                | —                | —                | —                |                  |

## Llançaments
| Regió                       | Data                                                                 | Format                                                             |
| --------------------------- | -------------------------------------------------------------------- | ------------------------------------------------------------------ |
| Hongria                     | 9 de setembre de 2010                                                | CD, Descarrega digital, DVD, LP, Edició especial «Gunpla»(al Japó) |
| Alemanya · Àustria · Suïssa | 10 de setembre de 2010                                               | CD, Descarrega digital, DVD, LP, Edició especial «Gunpla»(al Japó) |
| Polònia                     | 13 de setembre de 2010                                               | CD, Descarrega digital, DVD, LP, Edició especial «Gunpla»(al Japó) |
| Estats Units                | 14 de setembre de 2010                                               | CD, Descarrega digital, DVD, LP, Edició especial «Gunpla»(al Japó) |
| Japó                        | 15 de setembre de 2010 29 de setembre de 2010 24 de novembre de 2010 | CD, Descarrega digital, DVD, LP, Edició especial «Gunpla»(al Japó) |